# فهد الغشيان
فهد الغشيان (مواليد 1 أغسطس 1973)، هو لاعب كرة قدم سعودي سابق. سبق له اللعب مع نادي الهلال السعودي وإي زد الكمار الهولندي وانهى مسيرته مع نادي النصر السعودي، كما سبق له تمثيل المنتخب السعودي. ويعد الغشيان أحد أفضل لاعبي الجناح الأيمن في تاريخ الكرة السعودية، لاعب مهاري من الدرجة الأولى، ساهم في تحقيق ناديه للكثير من البطولات.

## مسيرته الكروية
تدرج فهد الغشيان في الفئات السنية في ناديه نادي الهلال السعودي حتى وصل للفريق الأول عام 1411هـ وكانت بدايته مثيرة، حيث راهن الكثير على أنه سيكون اللاعب رقم واحد في الكرة السعودية وذلك نظير الإمكانيات الهائلة التي يتمتع بها، مثل قدرته الفائقة على مراوغة أكثر من لاعب وسرعته ومرونة حركته ودقة تمريراته.
في عام 1998م، واجه الغشيان عدة مشاكل مع إدارة ناديه بسبب عدم انضباطيته مما دعاه لإعلان رغبته في الاعتزال في سن مبكرة وفي أثناء ذلك قام أحد السماسرة الأوروبيين بالاتصال به بإيعازٍ من مدرب الكمار الهولندي الذي سبق وأن أشرف على ناديه، وكانت الصفقة من المقرر أن تكون لمدة 3 سنوات إلا أن إدارة نادي الهلال رفضت ذلك وقررت إعارته لمدة ستة أشهر فقط للنادي الهولندي.
بعد انتهاء فترة احترافه في نادي الكمار الهولندي عاد إلى ناديه الأصلي الهلال ولم يجد الاهتمام المطلوب رغم أن مدرب نادي الكمار قد عرض عليه أن يلعب لأندية أوروبية شريطة موافقة ناديه إلا أن المشاكل التي حصلت بينه وبين ناديه وقفت حائلاً دون ذلك بعد ذلك تقدم له نادي النصر السعودي بعرض للانضمام للفريق العاصمي وتم ذلك بصفقة قيمتها مليون ومئتي ألف ريال، إلا أن التجربة لم تكن ناجحة حيث لم يشارك اللاعب فهد إلا في مباريات قليلة أبرزها أمام فريقه السابق نادي الهلال.

## مسيرته الدولية
مسيرة الغشيان كانت مميزة في بداية بزوغ نجمه مع الهلال, حيث انضم فوراً للمنتخب الأول برغم صغر سنة وكان يشارك في نفس الوقت مع منتخب الشباب والذي لعب معه في كأس العالم 1993م في أستراليا وحصل على جائزة أفضل لاعب في مباراة المنتخب السعودي ضد البرازيل.
وانضم بعدها للمنتخب في كأس العالم لكرة القدم 1994، وسجل هدفا في مرمى منتخب السويد لكرة القدم, كما شارك في كأس القارات عام 1995م والتي كانت آخر محطة دولية له مع الأخضر.

## روابط خارجية
- فهد الغشيان على موقع الاتحاد الدولي (مؤرشف)  (الإنجليزية)
- فهد الغشيان على موقع قاعدة بيانات كرة القدم.إي يو (الإنجليزية)
- فهد الغشيان على موقع ناشيونال فوتبول تيمز (الإنجليزية)
- فهد الغشيان على موقع Soccerway.com (الإنجليزية)